# Wereldkampioenschappen openwaterzwemmen 2000
De Wereldkampioenschappen openwaterzwemmen 2000 werden gehouden van 29 oktober tot en met 4 november 2000 in Honolulu, Verenigde Staten. Het was de eerste maal dat er een apart wereldkampioenschap voor het openwaterzwemmen werd gehouden, daarnaast stond de 10 kilometer voor mannen en vrouwen voor het eerst op het programma.

## Medaillespiegel
| Plaats | Land             | Goud | Zilver | Brons | Totaal |
| 1      | Rusland          | 2    | 0      | 2     | 4      |
| 2      | Nederland        | 2    | 0      | 0     | 2      |
| 3      | Spanje           | 1    | 2      | 0     | 3      |
| 4      | Duitsland        | 1    | 0      | 2     | 3      |
| 5      | Italië           | 0    | 2      | 2     | 4      |
| 6      | Bulgarije        | 0    | 1      | 0     | 1      |
| 6      | Verenigde Staten | 0    | 1      | 0     | 1      |
| Totaal | Totaal           | 6    | 6      | 6     | 18     |

## Podia

### Mannen
| Afstand:            | Goud:                         | Tijd       | Zilver:                  | Tijd       | Brons:                        | Tijd       |
| Mannen 5 kilometer  | Jevgeni Bezroetsjenko Rusland | 59.18      | David Meca Spanje        | 59.19      | Luca Baldini Italië           | 59.19      |
| Mannen 10 kilometer | David Meca Spanje             | 1:57.10,50 | Petar Stoychev Bulgarije | 1:57.14,44 | Jevgeni Bezroetsjenko Rusland | 1:57.15.02 |
| Mannen 25 kilometer | Joeri Koedinov Rusland        | 4:55.51,12 | David Meca Spanje        | 4:56.11,42 | Aleksey Akatyev Rusland       | 4:57.03,12 |

### Vrouwen
| Afstand:             | Goud:                    | Tijd       | Zilver:                       | Tijd       | Brons:                  | Tijd       |
| Vrouwen 5 kilometer  | Peggy Büchse Duitsland   | 1:02.36    | Kalyn Keller Verenigde Staten | 1:02.40    | Viola Valli Italië      | 1:02.41    |
| Vrouwen 10 kilometer | Edith van Dijk Nederland | 2:06.44,44 | Melissa Pasquali Italië       | 2:07.38,85 | Peggy Büchse Duitsland  | 2:08.14,59 |
| Vrouwen 25 kilometer | Edith van Dijk Nederland | 5:30.04,07 | Viola Valli Italië            | 5:30.06,06 | Angela Maurer Duitsland | 5:30.08,06 |